# Abandonados, Asia: La Ruta del Dragón
Abandonados, Asia: La Ruta del Dragón es un reality show mexicano, producido y transmitido por Azteca 7. Su presentadora es la actriz Paola Núñez. Tuvo su estreno el 4 de julio de 2016 con una transmisión de dos horas. El 21 de julio de 2016, el productor David Limón confirmó la segunda temporada del reality, siendo cancelada.
La primera temporada cuenta con ocho parejas que deben recorrer más de 5,000 km en 4 países; estos son:Vietnam, Laos, Camboya y Tailandia para ganar un premio de $2,000,000 de pesos, divididos en 20 amuletos con valor de $100,000 pesos cada uno.
En 2024 se confirma que regresa para una segunda temporada de nueva cuenta bajo la conducción de Paola Nuñez.

## Formato

### Mecánica del juego
Ocho parejas tienen que recorrer más de 5.000 km que separan 4 países en 4 etapas. Los concursantes tienen un presupuesto de $20 pesos por pareja y día para conseguir comida, mientras que el transporte y el alojamiento tienen que conseguirlo gratuitamente.

### Juego por el amuleto
Durante una etapa los concursantes más rápidos (y que firmen en el libro del dragón) en ciertas carreras podrán participar por el amuleto, realizando un juego con un objetivo; la pareja que lo logre ganara un amuleto con valor de 100 mil pesos

### Juego de inmunidad
A mitad de cada etapa los concursantes más rápidos participan en una prueba que les puede hacer ganar la inmunidad. La pareja que gana la prueba consigue una camisa que les impide ser eliminados además de tener la inmunidad cuentan también con alojamiento privilegiado, más una cena por parte del programa para esa noche.

### Eliminación
Al final de cada etapa, el/la director/a de carrera informa a las parejas de su posición en dicha etapa (el ranking de posiciones). Las dos parejas que lleguen en último lugar deberán enfrentarse en un juego llamado "Corre por tu vida", habrá una tercera pareja la cual será elegida por las demás parejas.

### Equipo de supervivencia
Los concursantes cuentan con una serie de elementos que les son útiles para cubrir sus etapas:
- La mochila: llevan ropa, la comida que han podido comprar. Los aventureros deben llevarla obligatoriamente a la hora de llegar al libro del dragón (Juego de inmunidad) o a la meta.
- Mapa: el mapa les marca donde tienen que ir y por qué zonas pueden desplazarse.
- Fichas de idioma: las fichas de idioma ayudan a los concursantes a comunicarse con los habitantes de cada país.

## Participantes
| Participantes                                                               | Residencia       | Nombre de equipo | Resultado Final                   |
| --------------------------------------------------------------------------- | ---------------- | ---------------- | --------------------------------- |
| Gabriel Hernesto Villarreal Empleo desconocido.                             | Monterrey        | Los gemelos      | Ganadores                         |
| Guillermo Villarreal Ingeniero industrial.                                  | Monterrey        | Los gemelos      | Ganadores                         |
| Sonia Alejandra Godínez Uribe Agente de seguros.                            | Guadalajara      | Madre e Hijo     | 2.do Lugar (Día 32)               |
| Giovanni Salvatori Sanchéz Godínez Estudiante.                              | Guadalajara      | Madre e Hijo     | 2.do Lugar (Día 32)               |
| Andricx Enrique Abiel Cruz Coordinador administrativo, instructor de baile. | Veracruz         | SusAndricx       | 3.er Lugar (Día 31)               |
| Susana Romero Empleada en centro de entrenamiento funcional y nutrición.    | Ciudad de México | SusAndricx       | 3.er Lugar (Día 31)               |
| Ana de los Riscos Psicoterapeuta.                                           | Madrid           | Las divas        | Abandona por lesión (Día 29)      |
| Andricx Enrique Abiel Cruz Coordinador administrativo, instructor de baile. | Veracruz         | Jarocho/Culichi  | 6.tos Eliminados (Día 27)         |
| Germán Ávila Herrera Cargador.                                              | Culiacán         | Jarocho/Culichi  | Corredores en las sombra (Día 24) |
| Jordi Román Molina Entrenador canino.                                       | Ciudad de México | Los tórtolos     | 5.tos Eliminados (Día 20)         |
| Kenya Ramos Estudiante.                                                     | Guadalajara      | Los tórtolos     | 5.tos Eliminados (Día 20)         |
| Julieta Grajales Actriz.                                                    | Chiapas          | Los fresas       | 4.tos Eliminados (Día 16)         |
| Jorge Gómez-Pimienta Empresario/Youtuber.                                   | Ciudad de México | Los fresas       | 4.tos Eliminados (Día 16)         |
| Germán Ávila Herrera Cargador.                                              | Culiacán         | Los norteños     | 3.ros Eliminados (Día 12)         |
| Sotero Guadalupe León Lopéz Jornalero.                                      | Culiacán         | Los norteños     | 3.ros Eliminados (Día 12)         |
| Mariana Espinosa Vega Atleta y modelo.                                      | Quintana Roo     | Los atletas      | Abandona por enfermedad (Día 11)  |
| Arlette Empleo desconocido.                                                 | Ciudad de México | Las chulas       | 2.das Eliminadas (Día 8)          |
| Kenya Ramos Estudiante.                                                     | Guadalajara      | Las chulas       | 2.das Eliminadas (Día 8)          |
| Jordi Román Molina Entrenador canino.                                       | Ciudad de México | Los primos       | 1.ros Eliminados (Día 4)          |
| Mario Alberto Rico Zanabria Administrador de empresas.                      | Ciudad de México | Los primos       | 1.ros Eliminados (Día 4)          |

## Ruta

### Recorridos
Los 5.000 Kilómetros están divididos de la siguiente manera:
- Etapas en Vietnam  
  -  Etapa 1:

| No | Inicio        | Misión 1                        | Misión 2                     | Destino          | Distancia |
| -- | ------------- | ------------------------------- | ---------------------------- | ---------------- | --------- |
| 1  | Hai Dương     | Hai Dương                       |                              | Bahía de Ha-Long | 114 km    |
| 2  | Ha Long       | Phuom Namg                      |                              | Hai Phong        | 83 km     |
| 3  | Hai Phong     | Deng Hun (Prueba del aperitivo) | Hanói (Mercado de Dong Xuan) | Co Loa, Hanói    | 130 km    |
| 4  | Co Loa, Hanói | Templo Deng Hun                 | Ladrillera Ha Tach           | Yen Bai          | 149 km    |
| 5  | Yen Bai       | Yen The (Mina de Rubíes)        | Aldea de Trung Tram          | Yen Bai          |           |

- Etapa 2:

| No | Inicio                       | Misión 1                    | Misión 2      | Destino       | Distancia |
| -- | ---------------------------- | --------------------------- | ------------- | ------------- | --------- |
| 1  | Lao Cai (Templo de Bien Pho) | Bac Ha (Dinh Hoàng A Tưởng) |               | Ban Pho       | 150 km    |
| 2  | Ban Pho                      |                             |               | Sa Pa         | 180 km    |
| 3  | Tả Van                       | Sa Pa                       |               | Na Phat       | 70 km     |
| 4  | Na Phat                      | Mường Lay                   | Mường Pồn     | Điện Biên Phủ | 234 km    |
| 5  | Điện Biên Phủ                | Mường Lay (Chợ Nậm Cản)     | Điện Biên Phủ | Điện Biên Phủ | 200 km    |

- Etapas en Laos 
  -  Etapa 3: Shang Ha - Ban Pha Oh - Phiengf Ah - Wat Xieng Thong -

## Posiciones
| Gabriel y Guillermo  | 5.° | 3.° | 2.° | 2.° |     | 1.° | 1.° | 1.° |     |     | 1.° | 1.° | 1.° |     |     | 5.° | 5.° | 3.° | 3.° | 2.° | 4.° | 5.° | 2.° |     | 2.° | 3.° | 3.° | 2.° | 1.° | 3.° | 2.° | 1.° | 3.° | 2.° | 2.° | 1.° |  |  |  |  |  |  |  |  |  |  |  |  |  |  |  |  |  |  |  |  |  |  |  |  |  |  |  |  |  |  |  |  |  |  |
| Alejandra y Giovanni | 7.° | 6.° | 4.° | 1.° |     | 6.° | 2.° | 3.° | 3.° |     | 2.° | 2.° | 5.° | 5.° | 2.° | 3.° | 4.° | 4.° | 4.° | 1.° | 3.° | 4.° | 4.° | 1.° | 1.° | 4.° | 4.° | 1.° | 3.° | 1.° | 3.° | 2.° | 1.° | 3.° | 1.° | 2.° |  |  |  |  |  |  |  |  |  |  |  |  |  |  |  |  |  |  |  |  |  |  |  |  |  |  |  |  |  |  |  |  |  |  |
| Andricx y Susana     | Z ! | Z ! | Z ! | Z ! | Z ! | Z ! | Z ! | Z ! | Z ! | Z ! | Z ! | Z ! | Z ! | Z ! | Z ! | Z ! | Z ! | Z ! | Z ! | Z ! | Z ! | Z ! | Z ! | Z ! | Z ! | Z ! | Z ! | Z ! | Z ! | Z ! | Z ! | Z ! | 2.° | 1.° | 3.° |     |  |  |  |  |  |  |  |  |  |  |  |  |  |  |  |  |  |  |  |  |  |  |  |  |  |  |  |  |  |  |  |  |  |  |
| Ana y Susana         | 3.° | 1.° | 1.° |     |     | 4.° | 3.° | 1.° | 1.° |     | 4.° | 5.° | 1.° | 1.° |     | 6.° | 1.° | 1.° |     |     | 1.° | 2.° | 1.° |     | 4.° | 1.° | 1.° |     | 2.° | 2.° | 1.° | 3.° | -   |     |     |     |  |  |  |  |  |  |  |  |  |  |  |  |  |  |  |  |  |  |  |  |  |  |  |  |  |  |  |  |  |  |  |  |  |  |
| Andricx y Germán     | Z ! | Z ! | Z ! | Z ! | Z ! | Z ! | Z ! | Z ! | Z ! | Z ! | Z ! | Z ! | Z ! | Z ! | Z ! | 2.° | 2.° | 1.° | 1.° |     | 5.° | 1.° | 5.° | 2.° | 3.° | 2.° | 2.° | 3.° | 4.° | 4.° | 4.° |     |     |     |     |     |  |  |  |  |  |  |  |  |  |  |  |  |  |  |  |  |  |  |  |  |  |  |  |  |  |  |  |  |  |  |  |  |  |  |
| Jordi y Kenya        | Z ! | Z ! | Z ! | Z ! | Z ! | Z ! | Z ! | Z ! | Z ! | Z ! | 6.° | 6.° | 2.° | 2.° |     | 1.° | 6.° | 2.° | 2.° |     | 2.° | 3.° | 3.° | 3.° |     |     |     |     |     |     |     |     |     |     |     |     |  |  |  |  |  |  |  |  |  |  |  |  |  |  |  |  |  |  |  |  |  |  |  |  |  |  |  |  |  |  |  |  |  |  |
| Jorge y Julieta      | 2.° | 4.° | 5.° | 4.° |     | 3.° | 6.° | 4.° | 5.° | 1.° | 3.° | 3.° | 3.° | 3.° |     | 4.° | 3.° | 5.° | 5.° | 3.° |     |     |     |     |     |     |     |     |     |     |     |     |     |     |     |     |  |  |  |  |  |  |  |  |  |  |  |  |  |  |  |  |  |  |  |  |  |  |  |  |  |  |  |  |  |  |  |  |  |  |
| Andricx y Mariana    | 6.° | 7.° | 3.° | 6.° | 2.° | 5.° | 4.° | 2.° | 2.° |     | 5.° | 4.° | 6.° | 4.° | 1.° |     |     |     |     |     |     |     |     |     |     |     |     |     |     |     |     |     |     |     |     |     |  |  |  |  |  |  |  |  |  |  |  |  |  |  |  |  |  |  |  |  |  |  |  |  |  |  |  |  |  |  |  |  |  |  |
| Germán y Sotero      | 8.° | 8.° | 7.° | 3.° | 1.° | 7.° | 7.° | 6.° | 4.° | 2.° | 7.° | 7.° | 4.° | 6.° | 3.° |     |     |     |     |     |     |     |     |     |     |     |     |     |     |     |     |     |     |     |     |     |  |  |  |  |  |  |  |  |  |  |  |  |  |  |  |  |  |  |  |  |  |  |  |  |  |  |  |  |  |  |  |  |  |  |
| Arlette y Kenya      | 1.° | 5.° | 6.° | 5.° |     | 2.° | 5.° | 5.° | 6.° | 3.° |     |     |     |     |     |     |     |     |     |     |     |     |     |     |     |     |     |     |     |     |     |     |     |     |     |     |  |  |  |  |  |  |  |  |  |  |  |  |  |  |  |  |  |  |  |  |  |  |  |  |  |  |  |  |  |  |  |  |  |  |
| Jordi y Mario        | 4.° | 2.° | 1.° | 7.° | 3.° |     |     |     |     |     |     |     |     |     |     |     |     |     |     |     |     |     |     |     |     |     |     |     |     |     |     |     |     |     |     |     |  |  |  |  |  |  |  |  |  |  |  |  |  |  |  |  |  |  |  |  |  |  |  |  |  |  |  |  |  |  |  |  |  |  |

     Participantes que no realizan el desafío en las siguientes competencias de la etapa por obtener una de las inmunidades.
     Participantes que no compiten en Corre por tu Vida al no ser nominados a pesar de no ganar la inmunidad.
     Participantes que ganaron el derecho a competir por El amuleto al llegar en las primeras posiciones.
     Participantes que ganaron El amuleto.
     Participantes que ganaron inmunidad por llegar primeros en las pruebas de Inmunidad.
     Participantes que fueron elegidos (por los ganadores de la primera prueba de El amuleto de la semana) para que tuvieran una desventaja.
     Participantes sentenciados que se salvan de la eliminación al no llegar de últimos en Corre por tu Vida.
     Participantes que quedaron sentenciados en la última prueba de Inmunidad de la semana y/o etapa, por ocupar las últimas posiciones.
     Participantes que quedaron sentenciados al recibir la mayor cantidad de votos por parte de sus compañeros.
     Participantes que tuvieron una desventaja en el Corre por tu Vida al recibir la mayor cantidad de votos por parte de sus compañeros.
     Participantes que fueron penalizados por violar las reglas del juego (No taparse los hombros al entrar a un templo).
     Participantes Eliminados.
     Participantes que abandonan por lesión o enfermedad.
     Participantes que son salvados por un sobre negro y continúan en la competencia, con la condición de no ser vistos por el resto de los participantes y no llegar de últimos en la prueba de Inmunidad.
Notas:
1. ↑  En esta etapa no hubo Corre por tu Vida ya que la pareja en las sombras (Andricx y Germán) fueron eliminados al llegar últimos en la prueba de Inmunidad, en cambio se compitió por el Amuleto Dorado.

## Resultados generales
| Gabriel y Guillermo  | Los gemelos     | Continúan  | Inmunes    | Inmunes    | Nominados  | Continúan  | Nominados  | Continúan  | Salvados | Ganadores |  |  |  |  |  |  |  |
| Alejandra y Giovanni | Madre/Hijo      | Inmunes    | Continúan  | Nominados  | Nominados  | Nominados  | Nominados  | Continúan  | Salvados | Segundos  |  |  |  |  |  |  |  |
| Andricx y Susana     | SusAndricx      |            |            |            |            |            |            |            | Terceros |           |  |  |  |  |  |  |  |
| Ana y Susana         | Las divas       | Inmunes    | Inmunes    | Inmunes    | Inmunes    | Inmunes    | Inmunes    | Inmunes    |          |           |  |  |  |  |  |  |  |
| Andricx y Germán     | Jarocho/Culichi |            |            |            | Inmunes    | Nominados  | Eliminados | Eliminados |          |           |  |  |  |  |  |  |  |
| Jordi y Kenya        | Los tórtolos    |            |            | Continúan  | Continúan  | Eliminados |            |            |          |           |  |  |  |  |  |  |  |
| Jorge y Julieta      | Los fresas      | Continúan  | Nominados  | Continúan  | Eliminados |            |            |            |          |           |  |  |  |  |  |  |  |
| Andricx y Mariana    | Los atletas     | Nominados  | Continúan  | Nominados  |            |            |            |            |          |           |  |  |  |  |  |  |  |
| Germán y Sotero      | Los norteños    | Nominados  | Nominados  | Eliminados |            |            |            |            |          |           |  |  |  |  |  |  |  |
| Arlette y Kenya      | Las chulas      | Continúan  | Eliminadas |            |            |            |            |            |          |           |  |  |  |  |  |  |  |
| Jordi y Mario        | Los primos      | Eliminados |            |            |            |            |            |            |          |           |  |  |  |  |  |  |  |

Notas
     Ganadores - Participantes que obtuvieron el primer lugar al final del programa.
     2.º puesto - Participantes que obtuvieron el segundo lugar al final del programa.
     3.er puesto - Participantes que obtuvieron el tercer lugar al final del programa.
     Inmunes — Participantes obtienen la Inmunidad en toda la semana.
     Continúan — Participantes no son inmunes, pero continúan en competencia al no ser nominados a Corre por tu Vida.
     Nominados — Participantes que quedaron últimos en la última prueba de Inmunidad de la semana y/o etapa, por ende, tienen que competir en el Corre por tu Vida.
     Nominados — Participantes son nominados por sus rivales mediante votación, por ende, tienen que competir en el Corre por tu Vida.
     Nominados — Participantes que tuvieron una desventaja en el Corre por tu Vida al recibir la mayor cantidad de votos por parte de sus compañeros.
     Salvados — Participantes compiten en el Corre por tu Vida junto a los demás equipos en competencia y avanzan a la siguiente ronda.
     Eliminados — Participantes son eliminados.
     Corredores en las sombras — Al ser eliminados reciben un sobre negro, el cual les permite integrarse de nuevo a la competencia, con la condición de no ser vistos por el resto de los participantes y no llegar de últimos en la prueba de Inmunidad.
1. ↑  Ana de los Riscos abandona la competencia por lesión, por lo tanto, Andricx Enrique Abiel Cruz reingresa a la competencia, en su lugar.
2. ↑  Mariana Espinosa Vega abandona la competencia por enfermedad, por lo tanto, Germán Ávila Herrera ingresa en su lugar.

## Recompensas

### Amuleto
Durante el transcurso del juego se llevarán a cabo competencias para obtener amuletos. Cada uno de estos amuletos otorga al equipo ganador la posibilidad de canjearlo por 20 millones de pesos si logran llegar a la última etapa del juego. Las competencias por el amuleto se llevan a cabo entre los primeros equipos que lleguen al final de un recorrido previo a dicha competencia o entre los equipos hayan obtenido la inmunidad durante la etapa. A lo largo de toda la competencia serán entregados 20 amuletos. Cada amuleto tiene un valor de $100,000 pesos mexicanos. En caso de que una pareja con amuletos sea eliminada deberá heredar todos sus amuletos a una pareja que siga en el juego. En la etapa 7 y 8 se juegan Amuletos Dorados, que tienen un valor de $200,000 pesos mexicanos.
| Etapa   | Amuleto a entregar     | Participan                     | Candidatos           | Candidatos           | Candidatos           | Candidatos    | Ganadores            |
| Etapa   | Amuleto a entregar     | Participan                     | Primer equipo        | Segundo equipo       | Tercer equipo        | Cuarto equipo | Ganadores            |
| ------- | ---------------------- | ------------------------------ | -------------------- | -------------------- | -------------------- | ------------- | -------------------- |
| Etapa 1 | Primer amuleto         | Orden de Llegada               | Arlette y Kenya      | Jorge y Julieta      | Ana y Susana         |               | Ana y Susana         |
| Etapa 1 | Segundo amuleto        | Equipo inmune/Orden de llegada | Ana y Susana         | Jordi y Mario        |                      |               | Ana y Susana         |
| Etapa 2 | Tercer amuleto         | Orden de Llegada               | Gabriel y Guillermo  | Arlette y Kenya      | Jorge y Julieta      | Ana y Susana  | Gabriel y Guillermo  |
| Etapa 2 | Cuarto amuleto         | Equipo inmune/Orden de llegada | Gabriel y Guillermo  | Ana y Susana         |                      |               | Gabriel y Guillermo  |
| Etapa 3 | Quinto amuleto         | Orden de Llegada               | Gabriel y Guillermo  | Alejandra y Giovanni | Jorge y Julieta      |               | Alejandra y Giovanni |
| Etapa 3 | Sexto amuleto          | Equipo inmune/Orden de llegada | Gabriel y Guillermo  | Ana y Susana         |                      |               | Gabriel y Guillermo  |
| Etapa 4 | Séptimo amuleto        | Orden de Llegada               | Jordi y Kenya        | Andricx y Germán     | Alejandra y Giovanni |               | Alejandra y Giovanni |
| Etapa 4 | Octavo amuleto         | Equipo inmune/Orden de llegada | Ana y Susana         | Andricx y Germán     |                      |               | Andricx y Germán     |
| Etapa 5 | Noveno amuleto         | Orden de Llegada               | Ana y Susana         | Jordi y Kenya        | Alejandra y Giovanni |               | Alejandra y Giovanni |
| Etapa 5 | Décimo amuleto         | Orden de Llegada               | Andricx y Germán     | Ana y Susana         |                      |               | Andricx y Germán     |
| Etapa 6 | Undécimo amuleto       | Orden de Llegada               | Alejandra y Giovanni | Gabriel y Guillermo  | Andricx y Germán     |               | Gabriel y Guillermo  |
| Etapa 6 | Duodécimo amuleto      | Orden de Llegada               | Ana y Susana         | Andricx y Germán     |                      |               | Andricx y Germán     |
| Etapa 7 | Decimotercer amuleto   | Orden de Llegada               | Gabriel y Guillermo  | Ana y Susana         |                      |               | Gabriel y Guillermo  |
| Etapa 7 | Decimocuarto amuleto   | Orden de Llegada               | Alejandra y Giovanni | Ana y Susana         |                      |               | Alejandra y Giovanni |
| Etapa 7 | Primer amuleto dorado  | Todos                          | Ana y Susana         | Gabriel y Guillermo  | Alejandra y Giovanni |               | Gabriel y Guillermo  |
| Etapa 8 | Segundo amuleto dorado | Orden de Llegada               | Alejandra y Giovanni | Andricx y Susana     |                      |               | Alejandra y Giovanni |
| Etapa 8 | Tercer amuleto dorado  | Orden de Llegada               | Andricx y Susana     | Gabriel y Guillermo  |                      |               | Andricx y Susana     |

Notas
1. ↑  Jorge y Julieta fueron descalificados del juego, por romper las reglas.
2. ↑  El platillo que preparaon Jordi y Mario no fue degustado por la ganadora de MasterChef Vietnam, porque el pato estaba crudo.
3. ↑  Ana y Susana tuvieron que elegir a dos parejas, para que estuvieran junto con Guillermo y Gabriel en una fiesta tradicional de Vietnam. Las parejas fueron: Germán y Sotero & Andricx y Mariana, estas parejas saldrían al mismo tiempo que Ana y Susana.
4. 1 2  Los equipos de Gabriel y Guillermo & Jorge y Julieta fueron descalificados del juego por el "Amuleto" por haber perdido el equilibrio y caer al piso.

### Tabla de amuletos
| Equipos              | Amuletos    | Monto acumulado                             | Heredados                                                      | Monto ganado     |
| -------------------- | ----------- | ------------------------------------------- | -------------------------------------------------------------- | ---------------- |
| Gabriel y Guillermo  | 7 amuletos  | $800,000 pesos + $300,000 al ganar la final | —                                                              | $1,100,000 pesos |
| Alejandra y Giovanni | 10 amuletos | $1,200,000 pesos                            | 1 amuleto fue dado a Gabriel y Guillermo por perder un desafío | $200,000 pesos   |
| Andricx y Susana     | 3 amuletos  | $400,000 pesos                              | Alejandra y Giovanni                                           | —                |
| Ana y Susana         | 2 amuletos  | $200,000 pesos                              | Andricx y Susana                                               | —                |
| Andricx y Germán     | 3 amuletos  | $300,000 pesos                              | Alejandra y Giovanni                                           | —                |
| Jordi y Kenya        | 0 amuletos  | 0 pesos                                     | —                                                              | —                |
| Jorge y Julieta      | 0 amuletos  | 0 pesos                                     | —                                                              | —                |
| Germán y Sotero      | 0 amuletos  | 0 pesos                                     | —                                                              | —                |
| Andricx y Mariana    | 0 amuletos  | 0 pesos                                     | —                                                              | —                |
| Arlette y Kenya      | 0 amuletos  | 0 pesos                                     | —                                                              | —                |
| Jordi y Mario        | 0 amuletos  | 0 pesos                                     | —                                                              | —                |

## Eliminación

### Corte Express
La Corte Express consiste en una ceremonia en que todos los participantes votaran por alguna pareja para que compita en el Corre por tu Vida.
| Inmunes:                            | Ana y Susana Alejandra y Giovanni | Gabriel y Guillermo Ana y Susana | Gabriel y Guillermo Ana y Susana | Ana y Susana Andricx y Germán | Ana y Susana         |  |  |  |  |  |  |  |
| Guillermo y Gabriel                 | Germán y Sotero                   | Germán y Sotero                  | Andricx y Mariana                | Jordi y Kenya                 | Jordi y Kenya        |  |  |  |  |  |  |  |
| Alejandra y Giovanni                | Germán y Sotero                   | Andricx y Mariana                | Andricx y Mariana                | Gabriel y Guillermo           | Jordi y Kenya        |  |  |  |  |  |  |  |
| Ana y Susana                        | Germán y Sotero                   | Germán y Sotero                  | Andricx y Mariana                | Gabriel y Guillermo           | Gabriel y Guillermo  |  |  |  |  |  |  |  |
| Andricx y Germán                    | Z !                               | Z !                              | Z !                              | Gabriel y Guillermo           | Jordi y Kenya        |  |  |  |  |  |  |  |
| Jordi y Kenya                       | Z !                               | Z !                              | Andricx y Mariana                | Gabriel y Guillermo           | Gabriel y Guillermo  |  |  |  |  |  |  |  |
| Jorge y Julieta                     | Germán y Sotero                   | Germán y Sotero                  | Andricx y Mariana                | Gabriel y Guillermo           |                      |  |  |  |  |  |  |  |
| Andricx y Mariana                   | Germán y Sotero                   | Germán y Sotero                  | Jorge y Julieta                  |                               |                      |  |  |  |  |  |  |  |
| Germán y Sotero                     | Arlette y Kenya                   | Andricx y Mariana                | Jordi y Kenya                    |                               |                      |  |  |  |  |  |  |  |
| Arelette y Kenya                    | Germán y Sotero                   | Germán y Sotero                  |                                  |                               |                      |  |  |  |  |  |  |  |
| Jordi y Mario                       | Germán y Sotero                   |                                  |                                  |                               |                      |  |  |  |  |  |  |  |
| 1.° Nominados/as por Competencia:   | Andricx y Mariana                 | Jorge y Julieta                  | Alejandra y Giovanni             | Alejandra y Giovanni          | Alejandra y Giovanni |  |  |  |  |  |  |  |
| 2.° Nominados/as por Competencia:   | Jordi y Mario                     | Arlette y Kenya                  | Germán y Sotero                  | Jorge y Julieta               | Andricx y Germán     |  |  |  |  |  |  |  |
| 3.° Nominados/as por Corte Express: | Germán y Sotero (7/8)             | Germán y Sotero (5/7)            | Andricx y Mariana (5/7)          | Gabriel y Guillermo (5/6)     | Jordi y Kenya (3/5)  |  |  |  |  |  |  |  |
| Eliminados/as:                      | Jordi y Mario                     | Arlette y Kenya                  | Germán y Sotero                  | Jorge y Julieta               | Jordi y Kenya        |  |  |  |  |  |  |  |

Desde la etapa 6 consistió en una ceremonia en que todos los participantes votaran por alguna pareja para que tuviera una desventaja en el Corre por tu Vida.
| Participante                     | Semana                    | Semana           | Semana |
| Participante                     | 6                         | 7                |        |
| -------------------------------- | ------------------------- | ---------------- | ------ |
| Inmunes:                         | Ana y Susana              | Ana y Susana     |        |
| Guillermo y Gabriel              | Andricx y Germán          | -                |        |
| Alejandra y Giovanni             | Gabriel y Guillermo       | -                |        |
| Ana y Susana                     | Gabriel y Guillermo       | -                |        |
| Andricx y Germán                 | Gabriel y Guillermo       |                  |        |
| 1.° Nominados/as:                | Alejandra y Giovanni      | -                |        |
| 2.° Nominados/as:                | Andricx y Germán          | -                |        |
| 3.° Nominados/as con Desventaja: | Gabriel y Guillermo (3/4) | -                |        |
| Eliminados/as:                   | Andricx y Germán          | Andricx y Germán |        |

Notas
1. ↑  En esta etapa no hubo Corte Express ya que la pareja en las sombras (Andricx y Germán) fueron eliminados al llegar últimos en la prueba de Inmunidad.

### Corre por tu Vida
El Corre por tu Vida consiste en una carrera para eliminar a una pareja de la competencia, en esta carrera participan 3 parejas, las cuales 2 se definen por terminar últimos en la última carrera que se haya jugado y la tercera pareja se define por la Corte. Desde la etapa 6 participan 3 parejas que se definen por terminar últimos en la última carrera que se haya jugado y una pareja recibe una desventaja por la Corte.
| Semana    | Parejas Nominadas            | Parejas Nominadas            | Parejas Nominadas            | Parejas Nominadas            | Parejas Nominadas            | Parejas Nominadas            | Parejas Nominadas            | Parejas Nominadas            | Parejas Nominadas           | Parejas Nominadas           | Parejas Nominadas           | Parejas Nominadas           | Parejas Nominadas    | Parejas Nominadas |
| --------- | ---------------------------- | ---------------------------- | ---------------------------- | ---------------------------- | ---------------------------- | ---------------------------- | ---------------------------- | ---------------------------- | --------------------------- | --------------------------- | --------------------------- | --------------------------- | -------------------- | ----------------- |
| Semana    | 1.° Pareja (Por competencia) | 1.° Pareja (Por competencia) | 1.° Pareja (Por competencia) | 1.° Pareja (Por competencia) | 2.° Pareja (Por competencia) | 2.° Pareja (Por competencia) | 2.° Pareja (Por competencia) | 2.° Pareja (Por competencia) | 3.° Pareja (Por Corte)      | 3.° Pareja (Por Corte)      | 3.° Pareja (Por Corte)      | 3.° Pareja (Por Corte)      |                      | Pareja Eliminada  |
| 1         | Andricx y Mariana            | Andricx y Mariana            | Andricx y Mariana            | Andricx y Mariana            | Jordi y Mario                | Jordi y Mario                | Jordi y Mario                | Jordi y Mario                | Germán y Sotero             | Germán y Sotero             | Germán y Sotero             | Germán y Sotero             | Jordi y Mario        |                   |
| 2         | Jorge y Julieta              | Jorge y Julieta              | Jorge y Julieta              | Jorge y Julieta              | Arlette y Kenya              | Arlette y Kenya              | Arlette y Kenya              | Arlette y Kenya              | Germán y Sotero             | Germán y Sotero             | Germán y Sotero             | Germán y Sotero             | Arlette y Kenya      |                   |
| 3         | Alejandra y Giovanni         | Alejandra y Giovanni         | Alejandra y Giovanni         | Alejandra y Giovanni         | Germán y Sotero              | Germán y Sotero              | Germán y Sotero              | Germán y Sotero              | Andricx y Mariana           | Andricx y Mariana           | Andricx y Mariana           | Andricx y Mariana           | Germán y Sotero      |                   |
| 4         | Alejandra y Giovanni         | Alejandra y Giovanni         | Alejandra y Giovanni         | Alejandra y Giovanni         | Jorge y Julieta              | Jorge y Julieta              | Jorge y Julieta              | Jorge y Julieta              | Gabriel y Guillermo         | Gabriel y Guillermo         | Gabriel y Guillermo         | Gabriel y Guillermo         | Jorge y Julieta      |                   |
| 5         | Alejandra y Giovanni         | Alejandra y Giovanni         | Alejandra y Giovanni         | Alejandra y Giovanni         | Andricx y Germán             | Andricx y Germán             | Andricx y Germán             | Andricx y Germán             | Jordi y Kenya               | Jordi y Kenya               | Jordi y Kenya               | Jordi y Kenya               | Jordi y Kenya        |                   |
| Semana    | 1.° Pareja                   | 1.° Pareja                   | 1.° Pareja                   | 1.° Pareja                   | 2.° Pareja                   | 2.° Pareja                   | 2.° Pareja                   | 2.° Pareja                   | 3.° Pareja (Con desventaja) | 3.° Pareja (Con desventaja) | 3.° Pareja (Con desventaja) | 3.° Pareja (Con desventaja) | Pareja Eliminada     |                   |
| 6         | Alejandra y Giovanni         | Alejandra y Giovanni         | Alejandra y Giovanni         | Alejandra y Giovanni         | Andricx y Germán             | Andricx y Germán             | Andricx y Germán             | Andricx y Germán             | Gabriel y Guillermo         | Gabriel y Guillermo         | Gabriel y Guillermo         | Gabriel y Guillermo         | Andricx y Germán     |                   |
| 7         | -                            | -                            | -                            | -                            | -                            | -                            | -                            | -                            | -                           | -                           | -                           | -                           | Andricx y Germán     |                   |
| Semana 8  | 1.° Pareja                   | 1.° Pareja                   | 1.° Pareja                   | 1.° Pareja                   | 2.° Pareja                   | 2.° Pareja                   | 2.° Pareja                   | 2.° Pareja                   | 3.° Pareja                  | 3.° Pareja                  | 3.° Pareja                  | 3.° Pareja                  | Pareja Eliminada     |                   |
| Semifinal | Alejandra y Giovanni         | Alejandra y Giovanni         | Alejandra y Giovanni         | Alejandra y Giovanni         | Gabriel y Guillermo          | Gabriel y Guillermo          | Gabriel y Guillermo          | Gabriel y Guillermo          | Andricx y Susana            | Andricx y Susana            | Andricx y Susana            | Andricx y Susana            | Andricx y Susana     |                   |
| Final     | Gabriel y Guillermo          | Gabriel y Guillermo          | Gabriel y Guillermo          | Gabriel y Guillermo          | Alejandra y Giovanni         | Alejandra y Giovanni         | Alejandra y Giovanni         | Alejandra y Giovanni         |                             |                             |                             |                             | Alejandra y Giovanni |                   |

## Resumen de la carrera

### Semana 1
Fechas de emisión: 4 de julio de 2016 - 7 de julio de 2016
Ruta de la 1ª etapa:  Hải Dương, Vietnam (Punto de Partida) —  Yen Bai, Vietnam (Punto de llegada)
4 de julio: Capítulo 1
- Ha Long
- Hải Dương
- Bahía de Ha Long
- Phong Nam
- Casa de la Ópera (Hai Phong)

Objetivo: Los 16 participantes debían bajar en una estación de tren de Hải Dương, Vietnam y buscar las maletas de Abandonados, Asia: La Ruta del Dragón con los respectivos nombres de cada participante, en una estación de buses.
Antes de llegar al punto de registro para jugar por el amuleto, las parejas debían cumplir una misión.
Misión 1: Las parejas debían obtener un sombrero icono de los campesinos vietnamitas (sombrero que debían obtenerlo al intercambiar un objeto con la persona del sombrero). Las 3 primeras parejas en llegar podían competir por el amuleto.
Primer amuleto: Las parejas que llegaron en los tres primeros lugares tendrán que competir para obtener el Primer amuleto. Las tres parejas fueron; Arlette y Kenya (primera posición) — Jorge y Julieta (segunda posición) — Ana y Susana (tercera posición). La prueba consistía en que cada pareja tiene que subir a una balsa y remar por la Bahía de Ha Long y recoger la mayor cantidad de peces, luego tienen que vender la mercadería y la pareja que obtenga más dinero vendiendo obtendrá el Primer amuleto.
Desventaja: Jordi y Mario recibieron la desventaja por parte de Ana y Susana, que consistía en llevar puesto unos sombreros cónicos unidos por una cuerda entre sí.
Ganadores del Primer amuleto: Ana y Susana (Las divas).
Primera carrera por la inmunidad:(etapa 1) Los participantes tenían que llegar hasta la casa de la ópera de Vietnam; Hai Phong, la primera pareja en llegar será inmune. Pero antes tienen que superar una misión.
Misión 2: En Phong Nam, unas mujeres del pueblo les enseñarían a hacer las "colmenas" de carbón, cuando hayan fabricado al menos 6 colmenas, una mujer vietnamita les daría la aprobación para poder continuar la carrera.
Primera Pareja Inmune de la Etapa 1: Ana y Susana (Las divas), ganaron estadía como turistas.
5 de julio: Capítulo 2
- Hai Phong
- Dong Xuan
- Coloa
- Templo Den Hung

Objetivo: Antes de llegar al punto de registro para jugar por el amuleto, las parejas debían cumplir dos misiones.
Primera misión: Comer un aperitivo justo a la 1:00pm, este aperitivo consistía en un embrión de pato.
Segunda misión: En el mercado Dong Xuan, los equipos debían comprar tres ingredientes y llevarlos hasta el punto de registro. Los ingredientes que debían comprar fueron: semillas de loto, setas y flores comestibles.
Segundo amuleto: Las pareja inmune junto con la primera pareja en llegar al punto de registro tendrían que competir para determinar quién ganaría el Segundo Amuleto. La competencia se llevó a cabo en el templo Den Hung y consistía en que las 2 parejas tenían que cocinar un platillo de su autoría teniendo 30 minutos para cocinar utilizando el número de ingredientes que desearán y un ingrediente que los dos equipos usarían "Pato". Al finalizar el platillo, este sería degustado por unos jueces vietnamitas que emitiría su voto junto con la ganadora de MasterChef Vietnam 2014 "Minh Nhat".
6 de julio: Capítulo 3
Lugares visitados
- Templo Den Hung
- Ha Thatch
- Yen Bai

Segunda Carrera por la Inmunidad (etapa 1): Los participantes debían ir desde la capital de Vietnam; Hanói, hasta Yen Bai la primera pareja en llegar sería inmune. Pero antes tienen que superar dos misiones.
Primera Misión: Las parejas debían aprenderse el himno de "Vietnam Ho Chi Minh" y recitar el primer verso en Den Hung y recibirían la aprobación para poder continuar la carrera.
Segunda Misión: En Ha Thach, las parejas debían transportar y subir al camión un número de ladrillos asignados por la primera pareja en llegar al lugar, en este caso Jordi y Mario (Los primos).
| Pareja               | N.° de ladrillos |
| -------------------- | ---------------- |
| Arlette y Kenya      | 500              |
| Jorge y Julieta      | 250              |
| Jordi y Mario        | 100              |
| Andricx y Mariana    | 1                |
| Alejandra y Giovanni | 1                |
| Gabriel y Guillermo  | 1                |
| Germán y Sotero      | 1                |

Segunda Pareja Inmune de la Etapa 1: Alejandra y Giovanni (Madre/hijo)
7 de julio: Capítulo 4
Primera Corte Express: Los participantes tienen que votar a una pareja, para que así compita en Corre por tu Vida. Los votos fueron los siguientes: Los norteños, Germán y Sotero (7 votos) — Las chulas, Arlette y Kenya (1 voto).
Nominados:
- Por llegada (en la 2da Carrera por la Inmunidad): Andricx y Mariana (Los atletas) — Jordi y Mario (Los primos)
- Por Votación (en la corte): Germán y Sotero (Los norteños) (7 votos)

Objetivo: Las parejas debían cumplir dos misiones al término de estas, tenían que regresar a Yen Bai. La última pareja en llegar sería eliminada.
Primer Reto de Corre por tu Vida
Misión 1: Las parejas debían limpiar una arena hasta conseguir 50gr. de rubíes como mínimo utilizando una canasta de bambú. Cuando creyeran haber tenido la cantidad suficiente debían correr hasta la tienda marcada con la bandera de Abandonados. Ahí pesarían sus rubíes y comprobarían el peso. Si no era correcto, debían volver a la mina hasta conseguirlo.
Misión 2: Las parejas debían jugar la "Torre del Dragón" escondidas en la torres se encontraban las 11 letras que conformaban la palabra "ABANDONADOS". Si la torre se llegaba a caer, la pareja debía esperar 10 minutos de castigo para volver a empezar.
Primeros Eliminados: Jordi y Mario (Los primos).

### Semana 2
Fechas de emisión: 11 de julio - 14 de julio de 2016
Ruta de la 2ª etapa:  Lao Cai, Vietnam (Punto de Partida) —  Điện Biên Phủ, Vietnam (Punto de llegada)
11 de julio: Capítulo 5
Lugares visitados
- Lao Cai
- Bac Ha
- Ban Pho
- Ta Van

Amuleto: Equivale a $100,000 pesos y será entregado a los participantes que lleguen en primer lugar en cada etapa, este dinero podrá ser cobrado en la final del programa.
Objetivo: Los 14 participantes en Lao Cai en Vietnam, tendrán que ir junto con una acompañante de la tribu de Flower Hmong (en Vietnam) para Ban Pho, los participantes tendrán que memorizar el atuendo que llevan. Antes de llegar al punto de registro por el amuleto debían superar ua misión.
Misión 1: En Ban Pho Ban Pho las acompañantes de la tribu Flower Hmong irían al templo y se cambiarán 5 atuendos, los participantes tendrán que adivinar cuáles objetos se cambiaron, al lograrlo después tienen que dirigirse al punto de final en el que él primero que llegue gana la prueba.
Tercer amuleto: Las parejas que llegaron en los cuatro primeros lugares tendrán que competir para obtener el Tercer Amuleto. Las cuatro parejas son: Los gemelos, Guillermo y Gabriel (Primer lugar) — Las chulas, Arlette y Kenya (Segundo lugar) — Los fresas, Jorge y Julieta (Tercer lugar) — Las divas, Ana y Susana (Cuarto lugar). La prueba consistía en que uno de cada pareja tiene que subir a un tronco con su rival para aguantar más el equilibrio en medio de una guerra de almohadas vietnamitas que ellos tienen por cada uno; Y el otro de la pareja queda de vanguardia defendiendo a su compañero con lanzándole huevos al compañero de grupo contrario. El último que resista se gana el premio.
| 1er. equipo         | 2do. equipo     | Equipo ganador      |
| ------------------- | --------------- | ------------------- |
| Gabriel y Guillermo | Ana y Susana    | Gabriel y Guillermo |
| Jorge y Julieta     | Arlette y Kenya | Jorge y Julieta     |

- Ganadores del Tercer Amuleto: Guillermo y Gabriel (Los gemelos).

Desventaja: Gabriel y Guillermo le dieron la desventaja a Germán y Sotero que consistía en cargar un cerdito y llevárselo a la familia que se encontraba en la fotografía entregada por Paola.
Primera Carrera por la Inmunidad (2ª Semana): Los participantes tenían que ir al punto de llegada "Ta Van", la primera pareja en llegar la meta sería inmune.
Primera Pareja Inmune de la Etapa 2: Guillermo y Gabriel (Los gemelos).
12 de julio: Capítulo 6
Lugares visitados
- Ta Van
- Sapa
- Na Phat

Amuleto: Equivale a $100,000 pesos y será entregado a los participantes que lleguen en primer lugar en cada etapa, este dinero podrá ser cobrado en la final del programa.
Antes de llegar al punto de registro para el amuleto debían cumplir una misión
Misión:Las parejas debían ir a Na Phat en Tam Ducing, pero antes deben parar en el estadio de Sa Pa, para superar una prueba en equilibrio sobre una vara de bambú.
Tercer Amuleto: Las 2 parejas en participar fueron (Guillermo y Gabriel & Ana y Susana) tendrían que competir para determinar quién ganaría el Tercer Amuleto. La competencia consiste en que las 2 parejas donde deben hacer tres pruebas de destreza y de habilidad como romper unos jarrones colgados con los ojos vendados con la ayuda de guía de su compañero de juego, después lanzar unos objetos por medio de un aro y después pasar por el medio de una pista de obstáculos de bambú en movimiento en el menor tiempo posible.
Ganadores del Tercer Amuleto: Guillermo y Gabriel (Los gemelos).
13 de julio: Capítuo 7
Lugares visitados
- Na Phat
- Moung Lay
- Moung Pon
- Điện Biên Phủ

Segunda Carrera por la Inmunidad (2ª Semana): Los participantes tenían que ir desde Na Phat en Vietnam hasta Điện Biên Phủ; la primera pareja en llegar será inmune. Pero antes tenían que superar dos misiones.
Primera Misión: Llegar a la bandera de Abandonados en Moung Lay, para escoger su propio brebaje de sanación y esperar dependiendo del tiempo que le hayan puesto sus compañeras para esperar en la preparación, y ahí si tomárselo.
Las primeras en llegar a esta misión fueron: Ana y Susana, ellas decidieron poner a los demás equipos un cierto pecado capital y en cada uno venía el tiempo que tenían que esperar para tomar el brebaje. Los cuales quedaron de la siguiente manera:
| Participantes        | Pecado     | Tiempo    |
| -------------------- | ---------- | --------- |
| Arlette y Kenya      | Hipocresía | 8 minutos |
| Andricx y Mariana    | Egoísmo    | 7 minutos |
| Jorge y Julieta      | Arrogancia | 5 minutos |
| Alejandra y Giovanni | Flojera    | 1 minuto  |
| Germán y Sotero      | Gula       | 1 minuto  |

Segunda Misión: Llegar a la segunda parada en Mung Pon, y allí debe conseguir a una mujer vietnamita de la tribu Back Thai, al que le midan su pelo más de un metro, y luego por último deben ir al punto final, el que llegue primero será el ganador.
Segunda pareja inmune de la Etapa 2: Ana y Susana (Las divas).
14 de julio: Capítulo 8
Segunda Corte Express: Los participantes tienen que votar a una pareja, para que así compita en Corre por tu Vida. Los votos fueron los siguientes: Los norteños, Germán y Sotero (5 votos) — Los atletas, Andricx y Mariana (2 votos).
Nominados:
- Por llegada (en la 2da Carrera por la Inmunidad semanal): Jorge y Julieta (Los fresas) — Arlette y Kenya (Las chulas)
- Por Votación (en la corte Express): Germán y Sotero (Los norteños).

- Corre por tu Vida:

Objetivo: Las parejas debían cumplir dos misiones al término de estas, tenían que regresar a Điện Biên Phủ.
Misión 1: Las parejas tenían que reproducir la técnica vietnamita de "caminar durmiendo", para llevarlo a cabo necesitaban 3 personas, debían escoger a un soldado de la fila. Debían decidir quien es el integrante de su grupo que va descansando en la hamaca. Podrían cambiar de posición cada vez que vieran la señal de cambio.
Misión 2: Las parejas debían jugar "La torre del Dragón" escondidas en la torre se encontraban las 11 letras que conforman la palabra "ABANDONADOS". Si la torre llegaba a caerse, la pareja debía esperar 10 minutos de castigo para volver a empezar.
- Segundas Eliminadas: Arlette y Kenya (Las chulas).

- Al término de la eliminación, la conductora Paola Núñez se dirigió a las parejas eliminadas: Jordi y Mario & Arlette y Kenya, diciéndoles que podrían regresar a la competencia, pero solo podría volver un integrante de cada pareja. Del equipo formado por Jordi y Mario; Jordi regresaría a la competencia. Mientras que del equipo de Arlette y Kenya; Kenya fue la que regresó a la competencia. Por lo tanto, Jordi y Kenya formaron una nueva pareja para la competencia.

### Semana 3
Fechas de emisión: 18 de julio - 21 de julio de 2016
Ruta de la 3ª etapa:  Shang Ha, Laos (Punto de Partida) —  Vientián, Laos (Punto de llegada)
18 de julio: Capítulo 9
Lugares visitados
- Shang Ha
- Ban Pha Oh
- Wat Xieng Thong
- Phiengf Ah

Antes de llegar al punto de registro para el amuleto, las parejas debían cumplir una misión.
Misión 1: Las parejas debían ir a Ban Pha Oh y recitar la oración que aprendieron durante el camino. Si se equivocaban, un monje podría ayudarles a practicarlo. Debían esperar al menos 5 minutos antes de volver a intentarlo. Tenían 3 intentos. Cuando lo hubiesen recitado correctamente, el monje les daría un regalo y podían continuar.
Amuleto: Las tres primeras parejas en llegar a Wat Xieng Thong competirían por el amuleto. Estas parejas fueron: Gabriel y Guillermo (Los gemelos), Alejandra y Giovanni (Madre e Hijo), Jorge y Julieta (Los fresas). El juego consistía en que un integrante de cada pareja debía mantener el equilibrio con un pie en una plataforma, el otro integrante debía quitarse los zapatos e ir a cuatro templos en busca de la respuesta a las preguntas ya elaboradas en unas tarjetas. El que quede debe hacer el equilibrio no debía perder hasta que su compañero llegué con la respuesta correcta y pudieran cambiar de posición. Si la persona que está haciendo el equilibrio llega a caerse la pareja quedará descalificada del juego. El último en caer ganaría el juego.
- Ganadores del amuleto: Alejandra y Giovanni (Madre e Hijo).

Desventaja: Ana y Susana recibieron la desventaja por parte de Alejandra y Giovanni, que consistía en cargar un Pakhouan hasta el punto de registro para la inmunidad.
Primera carrera de la inmunidad (etapa 3): Las parejas debían dirigirse a Phiengf Ah, la primera pareja en registrarse serían inmunes.
- Primera pareja inmune (etapa 3): Gabriel y Guillermo (Los gemelos).

### Semana 4
Fechas de emisión: 25 de julio - 28 de julio de 2016
Ruta de la 4ª etapa:  Vientián, Laos (Punto de Partida) —  Wat Louang, Laos (Punto de llegada)

### Semana 5
Fechas de emisión: 1 de agosto - 4 de agosto de 2016
Ruta de la 5ª etapa:  Stung Treng, Camboya (Punto de Partida) —  Phnom Penh, Camboya (Punto de llegada)